# Diana i una nimfa sorpreses per un sàtir
Diana i una nimfa sorpreses per un sàtir és una obra d'Anton van Dyck pintada a l'oli sobre llenç amb unes dimensions de 144 × 163 cm. Datada entre els anys 1622 i 1627, actualment es conserva al Museu del Prado de Madrid.

## Història
Pertanyent a les col·leccions reials, la seva primera ubicació coneguda va ser al nou Palau Reial de Madrid, al costat del Guardajoies, on va estar fins a l'any 1747 en que va passar al Palau del Buen Retiro, a la cambra de l'infant don Lluís. El 1772 el quadre es va traslladar al Casón del Buen Retiro i allí va romandre fins al 1794, en que va passar a formar part de les col·leccions del Prado.
En un principi, aquesta obra va ser erròniament catalogada, i era coneguda com a Diana i Endimió sorpresos per un sàtir. No va ser fins a l'any 2002 en què definitivament va quedar aclarit que el personatge representat al costat de Diana era una nimfa, ja que es tracta d'una inequívoca figura femenina, res a veure amb el clar aspecte masculí amb el qual s'identifica a Endimió. El motiu d'aquesta equivocació va ser un error que es va produir a l'inventari del Museu del Prado l'any 1857 en el qual l'obra va ser mal catalogada, ja que en referències anteriors a aquest any, l'obra és anomenada amb el correcte episodi mitològic.

## Descripció i estil
A l'obra, representats de cos sencer, hi apareixen una nimfa i Diana caçadora que dormen després d'una jornada de caça. Les peces cobrades en la cacera jeuen al costat dret del llenç mentre que a l'esquerra es pot veure un gos i l'arc i les fletxes, símbols de la deessa caçadora. A l'escena irromp un sàtir amb la llengua fora i els ulls fixos en Diana amb expressió luxuriosa. El seu dit índex assenyala el que possiblement és el motiu dels seus desitjos. Van Dyck fa d'aquest dit el centre de la composició, obligant a l'espectador a dirigir la mirada al cos nu de la dona. Així, l'observador, en sentir-se partícip de l'escena, percep amb claredat tant la luxúria del sàtir com la indefensió de les dones.
Per realitzar l'obra, Van Dyck es va recolzar en referències italianes, especialment de l'Escola Veneciana i possiblement es va fixar en el treball de mestres com Ticià o Tintoretto.